# Campeonato Mundial de Ajedrez 1954
El Campeonato Mundial de Ajedrez 1954 fue un encuentro entre el retador Vasili Smyslov de la Unión Soviética y su compatriota y campeón defensor Mijaíl Botvínnik. El match se jugó en Moscú, Rusia. El primer juego empezó el 16 de marzo de 1954. El último juego empezó el 13 de mayo que terminó empatado. Debido al empate a 12 puntos, Botvínnik retuvo su título.

## Torneo Interzonal
El Torneo Interzonal fue jugado en la ciudad sueca de Saltsjöbaden en el año 1952.
| N.º | Jugador              | 1 | 2 | 3 | 4 | 5 | 6 | 7 | 8 | 9 | 10 | 11 | 12 | 13 | 14 | 15 | 16 | 17 | 18 | 19 | 20 | 21 | Total |
| --- | -------------------- | - | - | - | - | - | - | - | - | - | -- | -- | -- | -- | -- | -- | -- | -- | -- | -- | -- | -- | ----- |
| 1   | Aleksandr Kótov      | - | ½ | ½ | ½ | ½ | 1 | ½ | 1 | 1 | 1  | ½  | 1  | ½  | 1  | 1  | 1  | 1  | 1  | 1  | 1  | 1  | 16½   |
| 2   | Tigrán Petrosián     | ½ | - | ½ | ½ | ½ | ½ | ½ | 1 | ½ | ½  | 1  | ½  | ½  | ½  | 1  | 1  | ½  | 1  | 1  | 1  | ½  | 13½   |
| 3   | Mark Taimánov        | ½ | ½ | - | ½ | ½ | ½ | ½ | ½ | 1 | ½  | ½  | ½  | 1  | 1  | 1  | ½  | 1  | ½  | ½  | 1  | 1  | 13½   |
| 4   | Yefim Géler          | ½ | ½ | ½ | - | ½ | 0 | 1 | 0 | 1 | ½  | ½  | 1  | ½  | ½  | 1  | ½  | 1  | 1  | 1  | 1  | ½  | 13    |
| 5   | Yuri Averbaj         | ½ | ½ | ½ | ½ | - | 1 | 0 | ½ | ½ | ½  | ½  | ½  | 1  | ½  | ½  | 1  | ½  | 1  | 1  | 1  | ½  | 12½   |
| 6   | Svetozar Gligorić    | 0 | ½ | ½ | 1 | 0 | - | 0 | ½ | 0 | ½  | ½  | ½  | 1  | 1  | ½  | 1  | 1  | 1  | 1  | 1  | 1  | 12½   |
| 7   | Gideon Ståhlberg     | ½ | ½ | ½ | 0 | 1 | 1 | - | 0 | ½ | ½  | ½  | ½  | ½  | 1  | 1  | 1  | 0  | 1  | ½  | ½  | 1  | 12½   |
| 8   | László Szábo         | 0 | 0 | ½ | 1 | ½ | ½ | 1 | - | ½ | 1  | ½  | ½  | ½  | ½  | 1  | 1  | ½  | ½  | 1  | ½  | 1  | 12½   |
| 9   | Wolfgang Unzicker    | 0 | ½ | 0 | 0 | ½ | 1 | ½ | ½ | - | ½  | ½  | 0  | 1  | ½  | ½  | 1  | 1  | 1  | ½  | 1  | 1  | 11½   |
| 10  | Erich Eliskases      | 0 | ½ | ½ | ½ | ½ | ½ | ½ | 0 | ½ | -  | 1  | ½  | 0  | ½  | 0  | ½  | 1  | ½  | 1  | 1  | 1  | 10½   |
| 11  | Luděk Pachman        | ½ | 0 | ½ | ½ | ½ | ½ | ½ | ½ | ½ | 0  | -  | 0  | ½  | ½  | 1  | ½  | ½  | 1  | 1  | ½  | ½  | 10    |
| 12  | Herman Pilnik        | 0 | ½ | ½ | 0 | ½ | ½ | ½ | ½ | 1 | ½  | 1  | -  | 0  | ½  | ½  | ½  | 1  | 0  | ½  | ½  | 1  | 10    |
| 13  | Herman Steiner       | ½ | ½ | 0 | ½ | 0 | 0 | ½ | ½ | 0 | 1  | ½  | 1  | -  | ½  | 0  | 0  | 1  | 1  | ½  | 1  | 1  | 10    |
| 14  | Aleksandar Matanović | 0 | ½ | 0 | ½ | ½ | 0 | 0 | ½ | ½ | ½  | ½  | ½  | ½  | -  | 0  | ½  | 1  | ½  | 1  | ½  | 1  | 9     |
| 15  | Gedeon Barcza        | 0 | 0 | 0 | 0 | ½ | ½ | 0 | 0 | ½ | 1  | 0  | ½  | 1  | 1  | -  | 1  | ½  | 0  | 0  | 1  | ½  | 8     |
| 16  | Gösta Stoltz         | 0 | 0 | ½ | ½ | 0 | 0 | 0 | 0 | 0 | ½  | ½  | ½  | 1  | ½  | 0  | -  | 0  | 1  | 1  | ½  | 1  | 7½    |
| 17  | Luis Augusto Sánchez | 0 | ½ | 0 | 0 | ½ | 0 | 1 | ½ | 0 | 0  | ½  | 0  | 0  | 0  | ½  | 1  | -  | ½  | 0  | 1  | 1  | 7     |
| 18  | Robert Wade          | 0 | 0 | ½ | 0 | 0 | 0 | 0 | ½ | 0 | ½  | 0  | 1  | 0  | ½  | 1  | 0  | ½  | -  | ½  | 0  | 1  | 6     |
| 19  | Povilas Vaitonis     | 0 | 0 | ½ | 0 | 0 | 0 | ½ | 0 | ½ | 0  | 0  | ½  | ½  | 0  | 1  | 0  | 1  | ½  | -  | ½  | 0  | 5     |
| 20  | Harry Golombek       | 0 | 0 | 0 | 0 | 0 | 0 | ½ | ½ | 0 | 0  | ½  | ½  | 0  | ½  | 0  | ½  | 0  | 1  | ½  | -  | 0  | 4½    |
| 21  | Lodewijk Prins       | 0 | ½ | 0 | ½ | ½ | 0 | 0 | 0 | 0 | 0  | ½  | 0  | 0  | 0  | ½  | 0  | 0  | 0  | 1  | 1  | -  | 4½    |

## Torneo de Candidatos
Los ocho mejores ubicados en el Torneo Interzonal, los cinco mejores ubicados en el Torneo de Candidatos pasado y los que no pudieron participar del Torneo de Candidatos pasado, jugaron un torneo con el sistema de todos contra todos a dos rondas, en la ciudad suiza de Zúrich, y el ganador obteniendo el derecho de jugar por el Campeonato Mundial de Ajedrez contra Mijaíl Botvínnik en 1954.
Originalmente, se planeó a que el torneo se jugara con los siguientes participantes: los cinco mejores ubicados en el Interzonal, los cinco mejores ubicados en el Torneo de Candidatos pasado y los que no pudieron participar del torneo pasado, totalizando 12 jugadores. Debido a que en el 5° puesto hubo un cuádruple empate, se los incluyó a todos, aumentando la cantidad a 15 jugadores. Este torneo tuvo un alto costo, razón por la cual disminuyeron los cupos para el siguiente torneo.
Smyslov se clasificó para jugar la final del campeonato mundial al imponerse en el Torneo de Candidatos disputado en Zúrich en 1953.
| N.º | Jugador           | 1   | 2   | 3   | 4   | 5   | 6   | 7   | 8   | 9   | 10  | 11  | 12  | 13  | 14  | 15  | Total |
| --- | ----------------- | --- | --- | --- | --- | --- | --- | --- | --- | --- | --- | --- | --- | --- | --- | --- | ----- |
| 1   | Vasili Smyslov    | –   | ½ ½ | 1 1 | ½ 1 | ½ ½ | 1 1 | ½ ½ | ½ 0 | ½ ½ | ½ ½ | ½ ½ | ½ ½ | 1 ½ | 1 1 | 1 ½ | 18    |
| 2   | David Bronstein   | ½ ½ | -   | 1 ½ | 1 1 | ½ ½ | ½ 0 | ½ ½ | ½ ½ | 1 ½ | ½ ½ | ½ ½ | 0 1 | 1 ½ | ½ ½ | ½ ½ | 16    |
| 3   | Paul Keres        | 0 0 | 0 ½ | -   | ½ ½ | ½ 1 | ½ 1 | ½ ½ | ½ ½ | ½ ½ | 0 ½ | 1 1 | 1 ½ | ½ 1 | ½ ½ | 1 1 | 16    |
| 4   | Samuel Reshevsky  | ½ 0 | 0 0 | ½ ½ | -   | ½ ½ | ½ ½ | ½ ½ | 1 0 | ½ ½ | ½ 1 | ½ 1 | 1 ½ | ½ 1 | 1 1 | 1 ½ | 16    |
| 5   | Tigrán Petrosián  | ½ ½ | ½ ½ | ½ 0 | ½ ½ | -   | ½ ½ | 0 ½ | ½ ½ | 0 0 | ½ ½ | ½ ½ | 1 1 | ½ 1 | 1 ½ | 1 1 | 15    |
| 6   | Yefim Géler       | 0 0 | ½ 1 | ½ 0 | ½ ½ | ½ ½ | -   | 1 1 | ½ 0 | 0 1 | ½ ½ | 0 1 | 1 ½ | ½ 1 | 0 1 | ½ ½ | 14½   |
| 7   | Miguel Najdorf    | ½ ½ | ½ ½ | ½ ½ | ½ ½ | 1 ½ | 0 0 | -   | 1 ½ | 1 ½ | ½ 0 | ½ ½ | ½ ½ | ½ ½ | 0 ½ | 1 1 | 14½   |
| 8   | Aleksandr Kótov   | ½ 1 | ½ ½ | ½ ½ | 0 1 | ½ ½ | ½ 1 | 0 ½ | -   | 1 0 | 1 ½ | 0 0 | 1 0 | 1 ½ | 0 ½ | 0 1 | 14    |
| 9   | Mark Taimánov     | ½ ½ | 0 ½ | ½ ½ | ½ ½ | 1 1 | 1 0 | 0 ½ | 0 1 | -   | 1 0 | ½ ½ | ½ ½ | ½ 0 | 0 ½ | 1 1 | 14    |
| 10  | Yuri Averbaj      | ½ ½ | ½ ½ | 1 ½ | 0 ½ | ½ ½ | ½ ½ | 1 ½ | 0 ½ | 0 1 | -   | ½ ½ | ½ ½ | 0 ½ | 1 1 | 0 0 | 13½   |
| 11  | Isaak Boleslavski | ½ ½ | ½ ½ | 0 0 | ½ 0 | ½ ½ | 1 0 | ½ ½ | 1 1 | ½ ½ | ½ ½ | -   | ½ 0 | ½ ½ | ½ 1 | ½ ½ | 13½   |
| 12  | László Szábo      | ½ ½ | 1 0 | 0 ½ | 0 ½ | 0 0 | 0 ½ | ½ ½ | 0 1 | ½ ½ | ½ ½ | ½ 1 | -   | 1 ½ | ½ ½ | 1 ½ | 13    |
| 13  | Svetozar Gligorić | 0 ½ | 0 ½ | ½ 0 | ½ 0 | ½ 0 | ½ 0 | ½ ½ | 0 ½ | ½ 1 | 1 ½ | ½ ½ | 0 ½ | -   | ½ 1 | 1 1 | 12½   |
| 14  | Max Euwe          | 0 0 | ½ ½ | ½ ½ | 0 0 | 0 ½ | 1 0 | 1 ½ | 1 ½ | 1 ½ | 0 0 | ½ 0 | ½ ½ | ½ 0 | -   | 1 ½ | 11½   |
| 15  | Gideon Ståhlberg  | 0 ½ | ½ ½ | 0 0 | 0 ½ | 0 0 | ½ ½ | 0 0 | 1 0 | 0 0 | 1 1 | ½ ½ | 0 ½ | 0 0 | 0 ½ | -   | 8     |

## Match
El match fue jugado a mejor de 24 juegos, las victorias contando 1 punto, los empates ½ punto, y las derrotas 0, y acabaría cuando un jugador llegue a 12½ puntos o más. Si el match acabara en un empate 12 a 12, el campeón defensor (Botvínnik) retendría el título.
Antes del comienzo se produjo una discusión ya que Smyslov prefería como fecha para la primera partida el 15 de abril. Finalmente se impuso el criterio del campeón, que impuso una fecha más temprana para evitar el calor de junio en Moscú.
El resultado final fue de empate, 12-12, igual que en el anterior match con Bronstein, pero en este caso Botvinnik nunca estuvo en serio peligro de ser derrotado ya que siempre tuvo el marcador a favor después de comenzar con 3½ puntos en las cuatro primeras partidas.
| Jugador          | 1 | 2 | 3 | 4 | 5 | 6 | 7 | 8 | 9 | 10 | 11 | 12 | 13 | 14 | 15 | 16 | 17 | 18 | 19 | 20 | 21 | 22 | 23 | 24 | Total |
| ---------------- | - | - | - | - | - | - | - | - | - | -- | -- | -- | -- | -- | -- | -- | -- | -- | -- | -- | -- | -- | -- | -- | ----- |
| Mijaíl Botvínnik | 1 | 1 | ½ | 1 | ½ | ½ | 0 | ½ | 0 | 0  | 0  | 1  | 1  | 0  | 1  | 1  | ½  | ½  | ½  | 0  | ½  | ½  | 0  | ½  | 12    |
| Vasili Smyslov   | 0 | 0 | ½ | 0 | ½ | ½ | 1 | ½ | 1 | 1  | 1  | 0  | 0  | 1  | 0  | 0  | ½  | ½  | ½  | 1  | ½  | ½  | 1  | ½  | 12    |

Smyslov tuvo que esperar al match de 1957 para hacerse con el título, aunque Botvinnik lo pudo recuperar en el match revancha de 1958. La FIDE había introducido esa nueva cláusula en 1956 a instancias del mismo Botvinnik.